# Площа Гагаріна (станція МЦК)
Площа Гагаріна (рос. Площадь Гагарина) — пасажирська платформа/зупинний пункт Малого кільця Московської залізниці, що є зупинним пунктом міського електропоїзда — Московського центрального кільця. Єдиний підземний зупинний пункт лінії. На схемах транспортної системи Московського центрального кільця позначається як «станція», хоча фактично не є залізничною станцією через відсутність колійного розвитку. Знаходиться в межах вантажної станції Канатчиково, як і весь залізничний Гагарінський тунель.
Відкрита 10 вересня 2016 року разом з відкриттям пасажирського руху електропоїздів МЦК.

## Технічна характеристика
Зупинний пункт має дві берегові платформи і два роздільних вестибюля для кожної платформи. Перейти між платформами можна через перехід під коліями, який поєднаний з переходом на станцію метро Ленінський проспект Калузько-Ризької лінії. На станції заставлено тактильне покриття. 

## Пересадки
- На метростанцію Ленінський проспект
- Автобуси: 111, 144, 144к, 196, 317, 553, м1, м4, т4, т7, н11;
- Трамваї: 14, 39

## Будівництво
Проєкт спорудження платформи існував ще з початку 1960-х років, коли була побудована станція метро «Ленінський проспект». Разом зі станцією метро був побудований перехід в центрі залу до майбутньої платформі МЦК.
Сама платформа була побудована в конструкціях в 2001 році в Гагарінському тунелі, на дільниці Третього транспортного кільця Москви від Площі Гагаріна до Ленінського проспекту. Проте будівництво МКЗ не розпочалося, і станція була законсервована.
У серпні 2013 року розпочалися розконсервація і реконструкція платформи.
10 вересня 2016 року платформа була відкрита разом з відкриттям МЦК